# Paller del Bueno
El Paller del Bueno és una muntanya de 491 metres que es troba al municipi de Tivenys, a la comarca catalana del Baix Ebre.